# Чорнокнижник 3: Остання битва
Чорнокнижник 3: Остання битва (англ. Warlock III: The End of Innocence) — фільм жахів режисера Еріка Фрісера.

## Сюжет
Він повернувся, щоб знайти безсмертя. Для цього він повинен забрати її кров і душу. 350 років тому відьма з Нової Англії Кетрін Міллер вирвала свою дочку з лап демонічного Чорнокнижника. Щоб знайти безсмертя, він повинен був забрати кров і душу дочки Кетрін, зробивши її вічною Нареченою Пітьми. Але чорнокнижнику довелося зачаїтися до наших днів. Кріс Міллер росла сиротою. Дізнавшись про залишений їй у спадок покинутий будинок 16-го століття, вона вирішила оглянути його і провести в ньому вихідні. Кріс відразу відчула якусь дивну ауру будинку, а вночі її мучили кошмари і незвичайні бачення. Але друзі які приїхали в гості, розсіяли її страхи. А в самий розпал веселощів в будинку з'явився незнайомець з витонченими манерами, що зачарував усіх присутніх. Цей нежданий гість — Чорнокнижник, що з'явився забрати те, що забезпечить йому безсмертя — душу Кріс. Але жертва повинна віддати її добровільно.

## У ролях
- Брюс Пейн — Чорнокнижник / Філіпп Ковінгтон
- Ешлі Лоуренс — Кріс Міллер
- Пол Френсіс — Майкл
- Ян Швайтерман — Джеррі
- Енджел Боріс — Ліза
- Рік Херст — Скотт
- Боті Блісс — Робін
- Імонн Дрейпер — містер Баттерфілд
- Катрін Сіггінз — місіс Міллер
- Маджелла Корлі — молодий Кріс
- Philippe Zone — Handyman
- Фіона О'Шонессі — подруга Кріса
- Енн Марі Бірн — старуха

## Цікаві факти
- Джуліан Сендс не знімався в картині через конфлікт з продюсерами. Саме тому, фільм втратив свою принадність.